# Lille (Belgia)
Lille (hist. Sint-Pieters-Lille) – miejscowość i gmina (gemeente) w Belgii, w Regionie Flamandzkim, w prowincji Antwerpia, w okręgu Turnhout. 1 stycznia 2024 roku liczyła 17 026 mieszkańców.

## Podział administracyjny
W skład gminy wchodzą trzy dzielnice (deelgemeente):
- Gierle
- Poederlee
- Wechelderzande